# La Neuville-en-Tourne-à-Fuy
La Neuville-en-Tourne-à-Fuy je francouzská obec v departementu Ardensko v regionu Grand Est. V roce 2012 zde žilo 573 obyvatel.

## Poloha obce
Obec leží u hranic departementu Ardensko s departementem Marne. Sousední obce jsou: Aussonce, Bétheniville (Marne), Bignicourt, Cauroy, Hauviné a Juniville.

## Vývoj počtu obyvatel
Počet obyvatel